# Uzbekistán en los Juegos Olímpicos de París 2024
Uzbekistán estuvo representado en los Juegos Olímpicos de París 2024 por un total de 88 deportistas, 57 hombres y 31 mujeres, que compitieron en 16 deportes.
Los portadores de la bandera en la ceremonia de apertura fueron el boxeador Abdumalik Xalokov y la esgrimidora Zaynab Dayibekova.

## Medallistas
El equipo olímpico uzbeko obtuvo las siguientes medallas:
| Nombre                  | Deporte      | Competición |
| ----------------------- | ------------ | ----------- |
| Oro                     |              |             |
| Hasanboy Doʻsmatov      | Boxeo        | 51 kg M     |
| Abdumalik Xalokov       | Boxeo        | 57 kg M     |
| Asadkhuja Muydinkhujaev | Boxeo        | 71 kg M     |
| Lazizbek Mullojonov     | Boxeo        | 92 kg M     |
| Bahodir Jalolov         | Boxeo        | +92 kg M    |
| Diyora Keldiyorova      | Judo         | –52 kg F    |
| Razambek Jamalov        | Lucha libre  | 74 kg M     |
| Ulugbek Rashitov        | Taekwondo    | –68 kg M    |
| Plata                   |              |             |
| Akbar Joʻrayev          | Halterofilia | 102 kg M    |
| Svetlana Osipova        | Taekwondo    | +67 kg F    |
| Bronce                  |              |             |
| Muzaffarbek Turoboyev   | Judo         | –100 kg M   |
| Alisher Yusupov         | Judo         | +100 kg M   |
| Gʻulomjon Abdullayev    | Lucha libre  | 57 kg M     |